# Dipterocarpus chartaceus
Dipterocarpus chartaceus (лат.) — вид тропических деревьев рода Диптерокарпус семейства Диптерокарповые. Распространён в Таиланде и Малайзии. Обычно встречается в невысоких прибрежных районах.
Высокое вечнозелёное дерево. Высота ствола достигает 40 метров, диаметр — до 125 см, обхват — до 4 м. Кора ствола серовато-коричневая. Листья яйцевидные (длина 8,5— 19 см, ширина 4— 9 см).
Вид является источником древесины, поэтому охраняется и имеет статус EN — вымирающие виды.